# Edwin Oetiker

Oetiker & Co. Motorwagenfabrik in Albisrieden (1933)

Edwin Oetiker (* 1. August 1887 in Embrach, Kanton Zürich; † 27. September 1952 in Zürich) war ein Schweizer Ingenieur, Erfinder und Fabrikant von Motorbremsen.

## Berufsweg
Nach einer Mechanikerlehre liess sich Oetiker am Technikum Winterthur zum Maschineningenieur ausbilden. Anschliessend leitete er die Automobilfabrik Fischer-Wagen seines Onkels. Am 9. April 1914 liess er ein «Wechselgetriebe für Motorfahrzeuge» patentieren (Patentschrift des Eidgenössischen Amts für Geistiges Eigentum «Nr. 70223»). Nachdem er 1917 ein Maschinenbau-Diplom an der Polytechnikum in Zürich erhalten hatte, arbeitete er im Flugzeugbau.
Oetiker erwarb 1923 die Arbenz Motorwagenfabrik in Albisrieden aus der Liquidationsmasse. Nach eigenen Plänen stellte er von 1924 bis 1934 Lastwagen her. Im Jahr 1925 meldete Oetiker ein Patent für eine «Auspuff-Staudruck-Motorbremse» für Diesel- und Benzinmotoren an. Diese fand in der Schweizer und weltweiten Lastwagenproduktion zahlreiche Lizenznehmer. Ab 1929 baute er Lastwagen und Chassis für Autocars mit Maybach-Motoren.
Im Jahr 1934 stellte Oetiker den Fahrzeugbau ein und konzentrierte sich auf die Weiterentwicklung der Motorbremse. Noch 1952 entwarf er eine Motorbremse mit einer Drosselklappe, deren Raumbedarf sehr viel geringer war als seine früher patentierten Konstruktionen mit einem Sperrschieber.

## Unternehmen
Die ehemalige Arbenz Motorwagenfabrik firmierte bis etwa 1933 als Oetiker & Co. Arbenzlastwagenfabrik und dann als Oetiker & Co. Motorwagenfabrik, Zürich-Albisrieden. Sie hatte eine Betriebskrankenkasse. und beschäftigte zuerst 37 und später maximal 100 Arbeiter. Von etwa 1940 bis in die 1950er Jahre ist das Unternehmen als Oetiker Motorbremsen AG nachzuweisen.

## Familie
Oetikers Eltern waren der Zimmermeister Johann Oetiker und Anna geb. Weidmann. Er heiratete 1919 Elsa Mathilde, Tochter des Ernst Lacher. Ebenfalls in Embrach heimatberechtigt ist der Architekt Heinrich Oetiker (* 27. November 1886 in Embrach; † 8. August 1968 in Zürich), ein Sohn des gleichnamigen Zimmermeisters. Er war Oberbauleiter der Landesausstellung 1939 («Landi 39») und prägte die bauliche Entwicklung der Stadt Zürich.

## Fussnoten
1. ↑  espacenet.com: Originaldokument: CH70223 (A) – 1915-09-01. (abgerufen am 3. Mai 2020)
2. 1 2 3 4  Peter Müller-Grieshaber: Edwin Oetiker. In: Historisches Lexikon der Schweiz. (Stand 21. August 2009)
3. 1 2  Google Patentsuche am 3. Mai 2020, vgl. Weblinks
4. ↑  Vgl. Schweizerisches Wirtschaftsarchiv: SWA, Versicherungen C II 10.
5. ↑  H. Lipp: Schweiz – LKW 1919–1945. (abgerufen am 3. Mai 2020)
6. ↑  espacenet.com: FR1059619A Frein pour moteur (Motorbremse, französische Patentanmeldung vom  9. Juli 1952; abgerufen am 3. Mai 2020)
7. ↑  Reto Weiss: Heinrich Oetiker. In: Historisches Lexikon der Schweiz. (Stand 14. September 2010)

| Personendaten    | Personendaten                        |
| ---------------- | ------------------------------------ |
| NAME             | Oetiker, Edwin                       |
| KURZBESCHREIBUNG | Schweizer Konstrukteur und Fabrikant |
| GEBURTSDATUM     | 1. August 1887                       |
| GEBURTSORT       | Embrach, Kanton Zürich               |
| STERBEDATUM      | 27. September 1952                   |
| STERBEORT        | Zürich                               |